# Loubaresse (Cantal)
Loubaresse ist eine Ortschaft in der Margeride im Bereich des französischen Zentralmassivs. Sie war bis zum 1. Januar 2016 eine eigenständige Gemeinde und gehörte zur Region Auvergne-Rhône-Alpes, zum Département Cantal, zum Arrondissement Saint-Flour und zum Kanton Neuvéglise. Sie ging durch ein Dekret vom 30. September 2015 in der Commune nouvelle Val d’Arcomie auf. Seither ist sie eine Commune déléguée und der Hauptort der neuen Gemeinde. Nachbarorte sind Anglards-de-Saint-Flour im Nordwesten, Ruynes-en-Margeride im Norden, Chaliers im Nordosten, Chaulhac im Osten, Albaret-Sainte-Marie im Südosten, Saint-Just im Süden, Saint-Marc im Südwesten und Faverolles im Westen.

## Bevölkerungsentwicklung
| Jahr      | 1962 | 1968 | 1975 | 1982 | 1990 | 1999 | 2008 | 2013 |
| --------- | ---- | ---- | ---- | ---- | ---- | ---- | ---- | ---- |
| Einwohner | 628  | 624  | 543  | 443  | 418  | 434  | 409  | 402  |

## Sehenswürdigkeiten
- Kirche im Quartier Bournoncles
- Kriegerdenkmal in Bournoncles
- Ferme Allègre, Monument historique
- Ferme Torrette, Monument historique
- Eisenbahnviadukt von Garabit, erbaut unter der Leitung von Gustave Eiffel,  Monument historique, liegt ca. 10 km entfernt

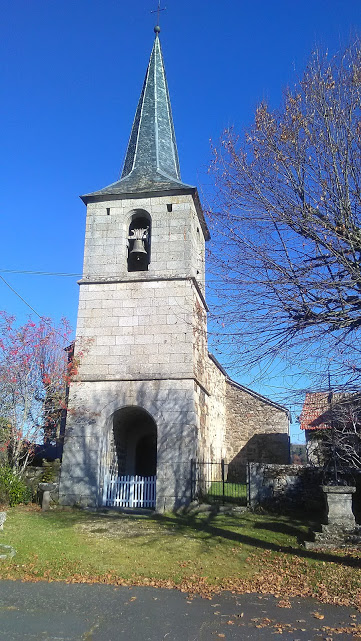
Kirche von Bournoncles
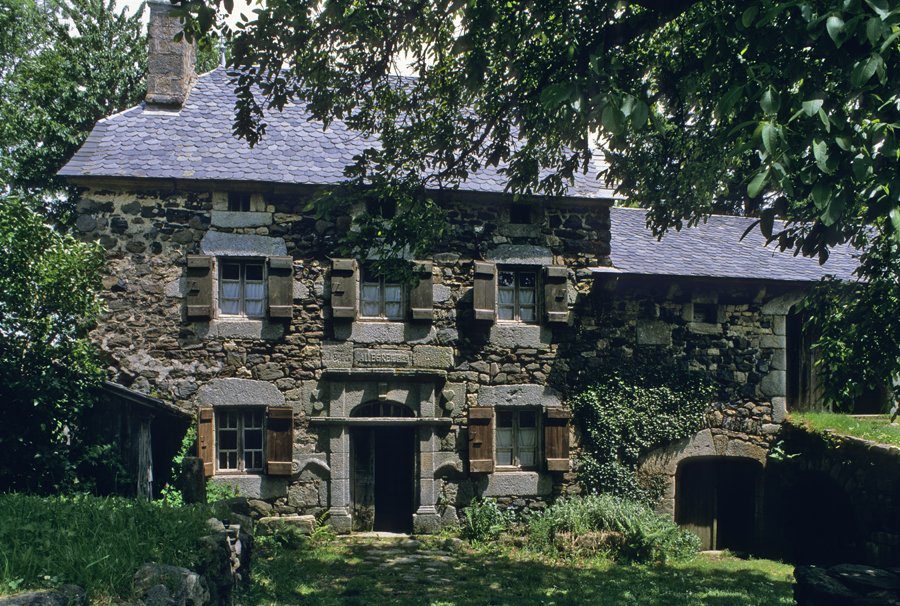
Ferme Allègre
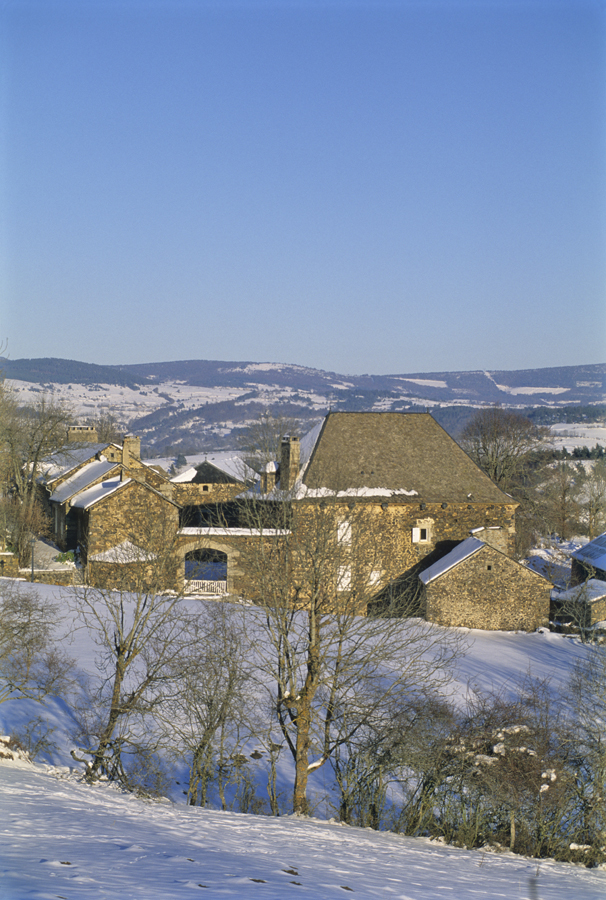
Ferme Torrett
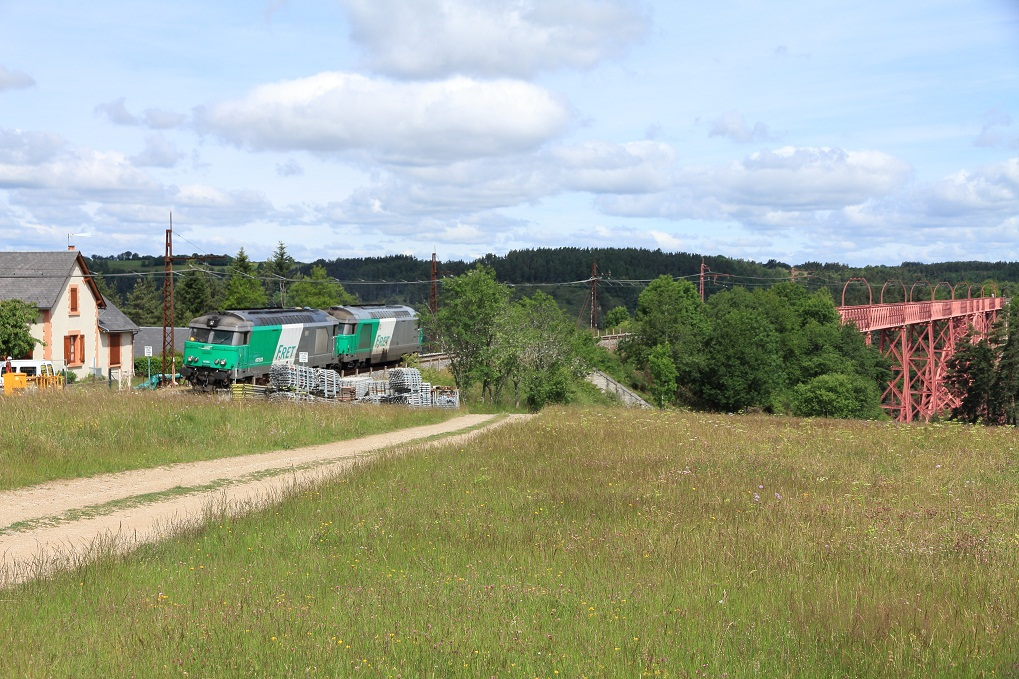
Bahnhof Garabit an der Bahnstrecke Béziers–Neussargues
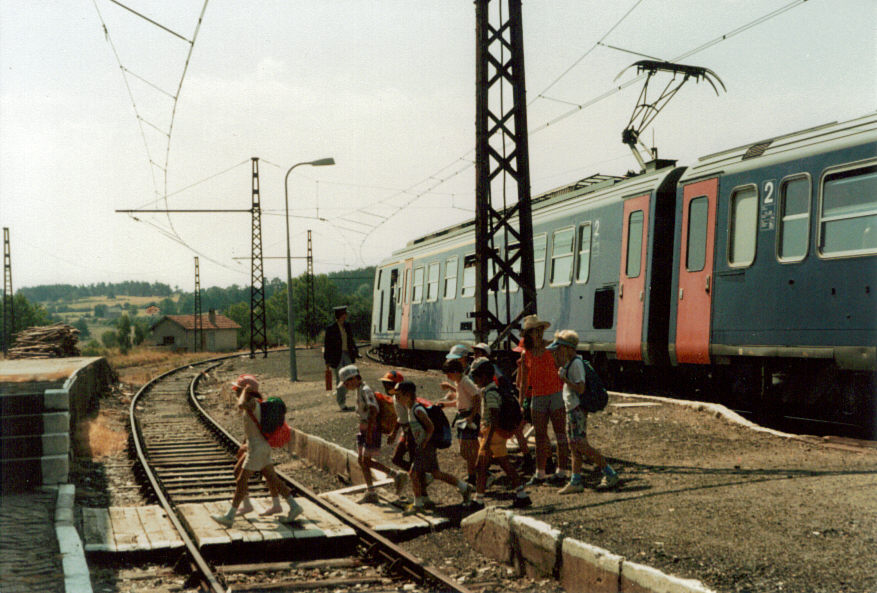
Bahnhof Loubaresse
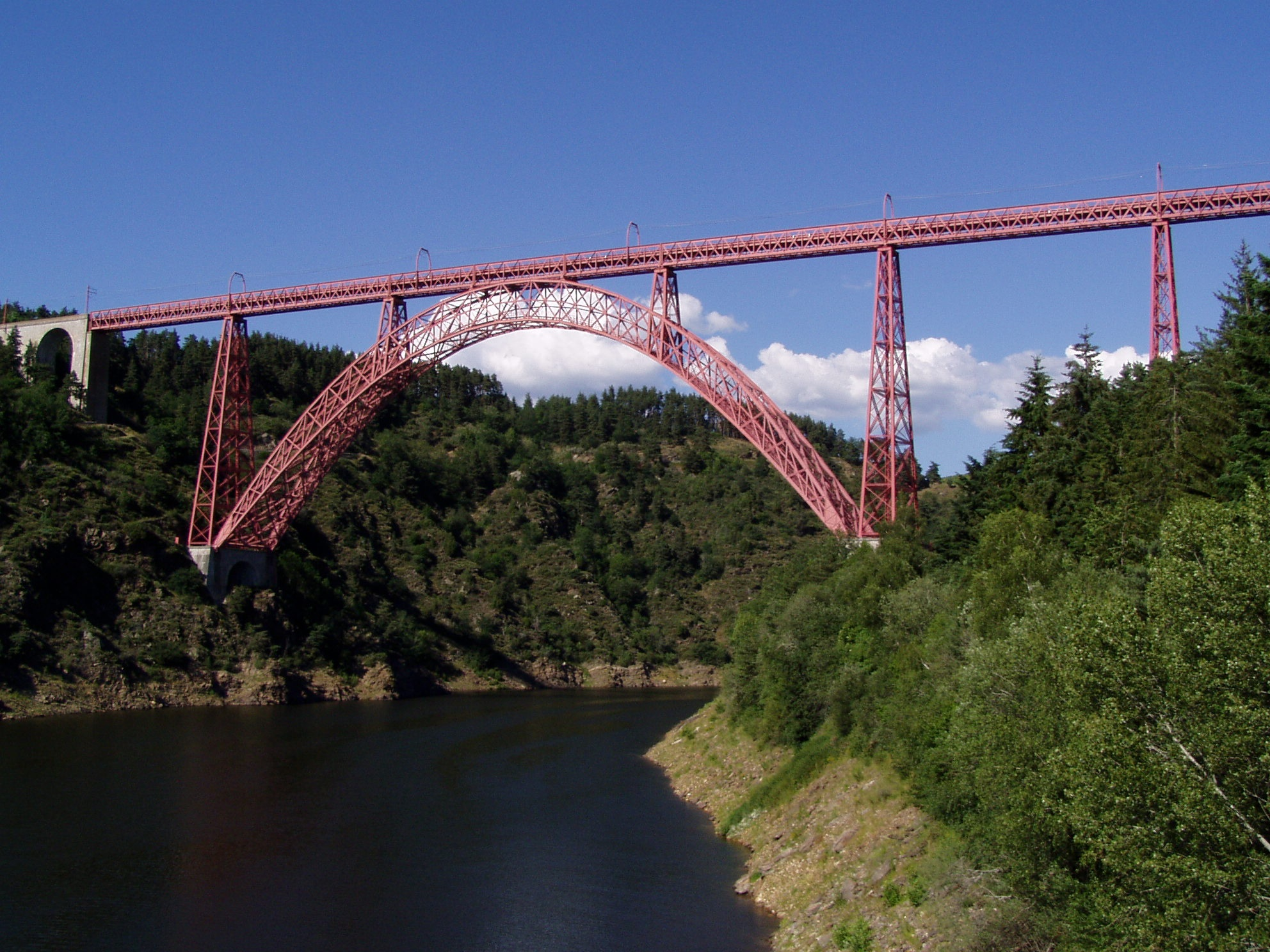
Eisenbahnviadukt von Garabit